# Wimbledon 1877
Wimbledon 1877 byl úvodní ročník londýnského tenisového turnaje, který se stal prvním oficiálním turnajem na světě. Později byl uznán za součást grandslamu. Probíhal od 9. do 19. června 1877 na travnatých dvorcích All England Lawn Tennis and Croquet Clubu v Londýně. Hrálo se pouze v mužské dvouhře, do níž nastoupilo dvacet dva tenistů. Vítězem se stal Angličan Spencer Gore.

## Závěrečné zápasy mužské dvouhry

### Finále
Spencer Gore vs.  William Marshall, 6–1, 6–2, 6–4
- Gore vyhrál jediný grandslam kariéry.

### Zápas o 2. místo
William Marshall vs.  Charles Gilbert Heathcote, 6–4, 6–4